# Sholur
Sholur è una suddivisione dell'India, classificata come town panchayat, di 11.297 abitanti, situata nel distretto dei Nilgiri, nello stato federato del Tamil Nadu. In base al numero di abitanti la città rientra nella classe IV (da 10.000 a 19.999 persone).

## Geografia fisica
La città è situata a 11° 30' 24 N e 76° 39' 22 E.

## Società

### Evoluzione demografica
Al censimento del 2001 la popolazione di Sholur assommava a 11.297 persone, delle quali 5.615 maschi e 5.682 femmine. I bambini di età inferiore o uguale ai sei anni assommavano a 1.250, dei quali 608 maschi e 642 femmine. Infine, coloro che erano in grado di saper almeno leggere e scrivere erano 6.663, dei quali 3.909 maschi e 2.754 femmine.